# Oak Street/Southwest 1st Avenue megállóhely
Oak Street/Southwest 1st Avenue megállóhely a Metropolitan Area Express kék és piros vonalainak, valamint a TriMet 16-os autóbuszának megállója az Oregon állambeli Portlandben. 2004 és 2009 között a sárga vonal is megállt itt, de annak megállóját a Portland Transit Mallhoz helyezték át.
Az első sugárúton, az Oak és Stark utcák között elterülő megálló szélső peronos, a vonatokra a járdáról lehet felszállni. A közelben irodák, művészeti galériák és a Tom McCall Waterfront Park található.

## Autóbuszok
- 16 – Front Ave/St Helens Rd (►Sauvie Island)[2]

| Előző állomás                                             |  | Metropolitan Area Express |  | Következő állomás                                           |
| --------------------------------------------------------- |  | ------------------------- |  | ----------------------------------------------------------- |
| Morrison/SW 3rd Avetovább Hatfield Government Center felé |  | Kék vonal                 |  | Skidmore Fountaintovább Cleveland Avenue felé               |
| Yamhill Districtcsak az egyik irányban                    |  | Kék vonal                 |  | Skidmore Fountaintovább Cleveland Avenue felé               |
| Morrison/SW 3rd Avetovább Beaverton pályaudvar felé       |  | Piros vonal               |  | Skidmore Fountaintovább Portland International Airport felé |
| Yamhill Districtcsak az egyik irányban                    |  | Piros vonal               |  | Skidmore Fountaintovább Portland International Airport felé |

## Fordítás
- Ez a szócikk részben vagy egészben  az   Oak Street/Southwest 1st Avenue MAX Station című angol Wikipédia-szócikk ezen változatának fordításán alapul.  Az eredeti cikk szerkesztőit annak laptörténete sorolja fel. Ez a jelzés csupán a megfogalmazás eredetét és a szerzői jogokat jelzi, nem szolgál a cikkben szereplő információk forrásmegjelöléseként.